# Odznaka okolicznościowa „Medal 30-lecia restytucji Prawosławnego Ordynariatu Wojska Polskiego”
Odznaka okolicznościowa „Medal 30-lecia restytucji Prawosławnego Ordynariatu Wojska Polskiego” – forma uhonorowania osób zasłużonych w kultywowaniu tradycji prawosławnego duszpasterstwa wojskowego. Medal jest symbolem tożsamości z Prawosławnym Ordynariatem Wojska Polskiego (PO WP), oraz więzi łączącej żołnierzy i pracowników.
Medal decyzją z dnia 17 października 2023 ustanowił Minister Obrony Narodowej.

## Zasady nadawania
Prawo do otrzymania medalu przysługuje:
1. Prawosławnemu Ordynariuszowi Wojskowemu – z tytułu objęcia stanowiska służbowego;
2. księżom kapelanom i żołnierzom zawodowym po przesłużeniu w PO WP co najmniej trzech lat;
3. pracownikom resortu obrony narodowej po przepracowaniu w PO WP co najmniej pięciu lat;
4. żołnierzom rezerwy i w stanie spoczynku po przesłużeniu w PO WP co najmniej pięciu lat;
5. innym osobom fizycznym i prawnym szczególnie zasłużonym dla PO WP[a].

Medal nadaje Ordynariusz z własnej inicjatywy lub na podstawie wniosku zaopiniowanego przez Komisję Medalu.
Prawo do posiadania medalu tracą żołnierze i pracownicy PO WP skazani prawomocnym wyrokiem sądu za przestępstwa popełnione z winy umyślnej lub z niskich pobudek. W uzasadnionych przypadkach prawa do medalu mogą być pozbawieni żołnierze prawomocnie ukarani za przewinienia dyscyplinarne.
Decyzję o pozbawieniu prawa do medalu podejmuje Ordynariusz z własnej inicjatywy albo na wniosek Komisji.

## Wygląd
Medal, o wymiarach 40 × 40  mm, ma kształt krzyża maltańskiego barwy złotej. Ramiona krzyża na awersie są barwy białej. W centralnej części krzyża umieszczono okrągłą tarczę barwy biało-czerwonej, na której pośrodku znajduje się złoty krzyż prawosławny. Użyty element nawiązuje do wizerunku tarczy, którą trzyma św. Jerzy w oznace rozpoznawczej PO WP. Tarcza otoczona jest złotym obramowaniem, na którym umieszczono zielony wieniec laurowy (symbol zwycięstwa). Na górnym ramieniu krzyża znajduje się czarna liczba 1994 – rok restytucji PO WP, na dolnym ramieniu krzyża umieszczono czarną liczbę 2024 – rok obchodów 30-lecia restytucji PO WP. Na rewersie w centralnej części krzyża umieszczono okrągłą tarczę barwy złotej, na której pośrodku znajduje się dewiza Wojska Polskiego – BÓG, HONOR, OJCZYZNA. Tarcza otoczona jest złotym obramowaniem, na którym umieszczono zielony wieniec laurowy.
Medal zawieszony jest na fioletowej wstążce szerokości 38 mm z umieszczonym pośrodku pionowym białym pasem szerokości 14 mm, przeciętym w centrum pionową czerwoną linią szerokości 2 mm. Użyta kolorystyka wstęgi nawiązuje do barw prawosławnej szaty biskupiej.
Medal nosi się na lewej stronie piersi, po orderach i odznaczeniach państwowych oraz po odznaczeniach resortowych.